# Stadspark Dendermonde

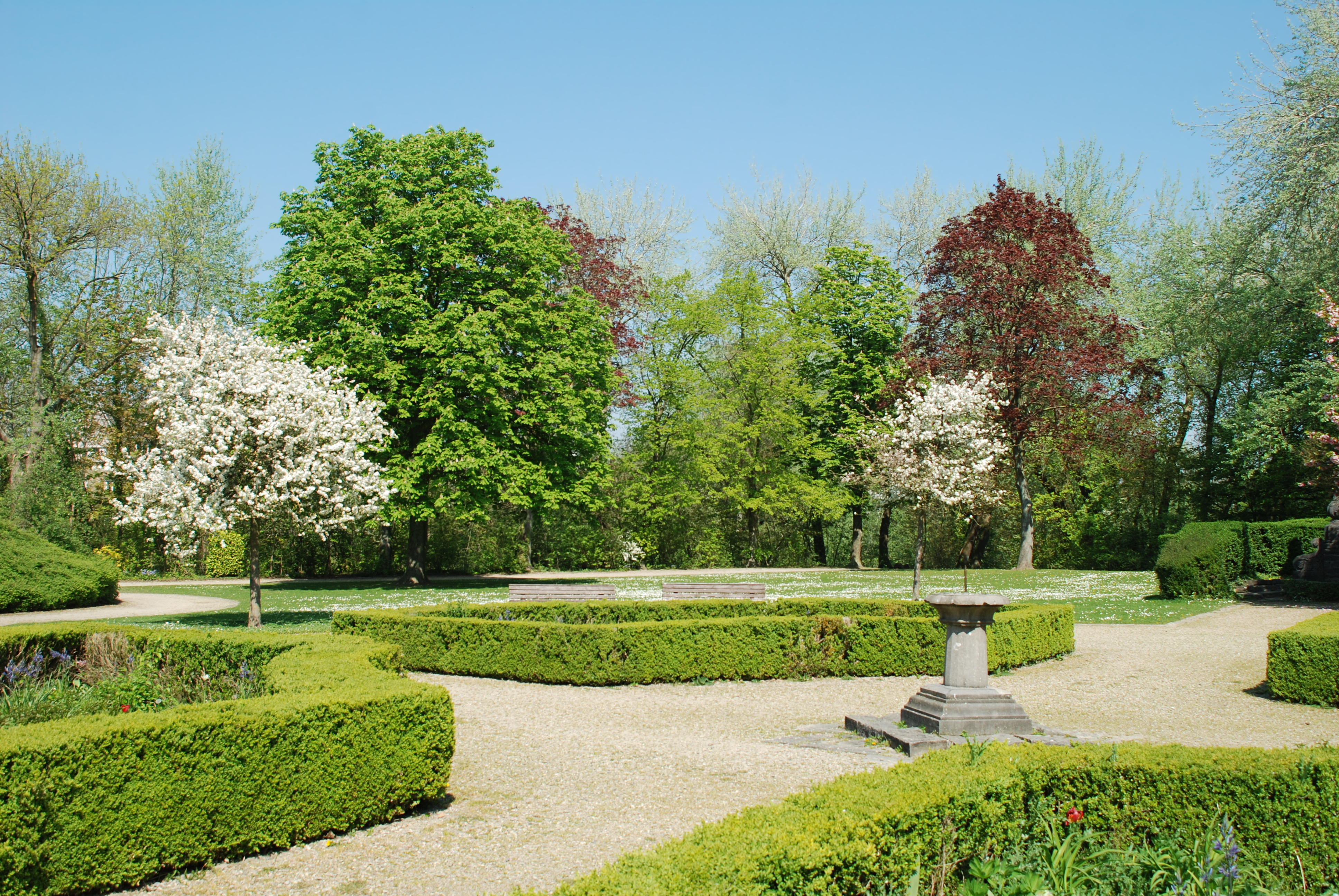
Daniël Schellekenspark

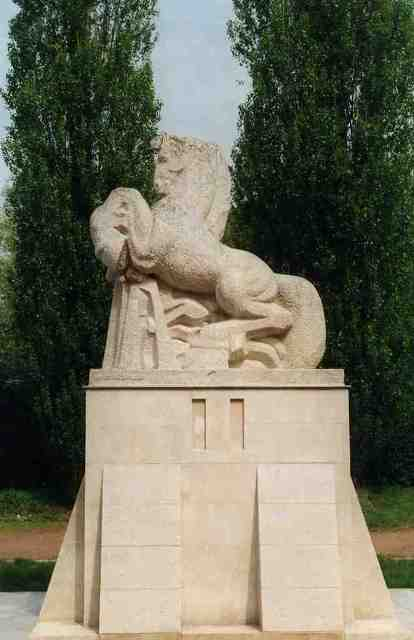
Ros Beiaard in het Stadspark

Het Stadspark is een park in de Oost-Vlaamse stad Dendermonde.
Het park is in de jaren '50 van de 20e eeuw aangelegd op een gebied dat tot de Verdedigingswerken van Dendermonde behoorde en waardoor in 1933-1934 een viaduct werd aangelegd.
Dit viaduct verdeelt het park in twee delen:
- Het Daniël Schellekenspark aan de Leopoldlaan, met de Brusselse Poort
- Het William Bruynincxpark aan de Stationsstraat, met het beeld van het Ros Beiaard, vervaardigd door Marc De Bruyn en geplaatst in 1959.